# Mark Strudal
Mark Strudal (Glostrup, 29 de abril de 1968) é um ex-futebolista profissional dinamarquês que atuava como atacante.

## Carreira
Mark Strudal se profissionalizou no Hvidovre IF.
Mark Strudal integrou a Seleção Dinamarquesa de Futebol na Copa Rei Fahd de 1995.

## Títulos
Dinamarca
- Copa Rei Fahd de 1995